# Need for Speed: ProStreet
Need for Speed: ProStreet là trò chơi điện tử thể loại đua xe mô phỏng và là phần thứ 11 của dòng game sê-ri Need for Speed. Trò chơi được phát hành toàn cầu vào tháng 11 năm 2007 dành cho các hệ máy PS3, PS2, Nintendo DS, Microsoft Windows, Wii, PSP và XBOX 360.
Lần đầu tiên Need for Speed: ProStreet tập trung hoàn toàn vào việc đua xe đường phố "hợp pháp" có tổ chức và tài trợ, khác hoàn toàn yếu tố đua xe bất hợp pháp từ các phần trước của game. Trò chơi thuộc dạng đua xe thể loại "Simcade", một thể loại pha trộn giữa đua xe mô phỏng thực tế (Simulator) và giải trí (Arcade).
Tính năng độ xe Autosculpt quay trở lại từ Need for Speed: Carbon và được nâng cao, có thể áp dụng các gói bodykit cho tất cả các xe trong game. Các đường đua trong ProStreet đều lấy từ các đường đua nổi tiếng ngoài đời thực tại Nevada, châu Âu, đường đua Texas World Speedway, bến cảng Tokyo,... 
Ở phần cốt truyện Career Mode, Người chơi sẽ nhập vai cựu tay đua tên là Ryan Cooper. Vào ngày đầu cuộc đua, anh thắng đậm cùng với chiếc Nissan 240SX, sau đó anh bị chế nhạo bởi tay đua lừng danh Ryo Watanabe với biệt danh "The Showdown King" lái chiếc Mitsubishi Lancer Evolution X. 
Mục tiêu của người chơi là phải đánh bại hết các vị vua (tay đua) từng lĩnh vực và Ryo để lên ngôi trở thành vị vua "The Showdown King"

## Đánh giá
Trò chơi đã nhận được những đánh giá trái chiều. Nhiều người chê bai ProStreet có gameplay thiếu sức hút và nghèo nàn, giao diện chắp vá và soundtrack thiếu đầu tư. Bên cạnh đó không ít người tỏ ra hứng thú với tựa game vì có nhiều đổi mới thú vị sẽ làm tiền đề cho các phiên bản sau này trở nên kịch tính hơn, tuy rằng nó vẫn chưa hoàn chỉnh.